# Belvédère Arrondeau
Le Belvédère Arrondeau est un site de la corniche de Rié, dans la commune de Saint-Hilaire-de-Riez, département de la Vendée.

## Description
La Belvédère Arrondeau est un site avancé sur la mer qui permet d'admirer la corniche de Saint Hilaire de Riez.
Il est situé sur la corniche entre le trou du diable et le phare de Grosse Terre.
C'est un site qui offre une vue imprenable sur l'océan et permet d'observer par beau temps l'Ile d'Yeu.
Lieu très prisé des touristes.